# Navalcuervo
Navalcuervo es una localidad española del municipio de Fuente Obejuna, perteneciente a la provincia de Córdoba, en la comunidad autónoma de Andalucía.

## Historia
Hacia mediados del siglo XIX, el lugar, ya por entonces perteneciente a Fuente Obejuna, tenía contabilizados 12 vecinos. La localidad aparece descrita en el decimosegundo volumen del Diccionario geográfico-estadístico-histórico de España y sus posesiones de Ultramar de Pascual Madoz de la siguiente manera:

NAVALCUERVO: ald. en la prov. de Córdoba, part. jud. y ayunt. de Fuente-obejuna: está sit. á 1/2 leg. de la ald. de Posadilla de que es anejo, y tiene una igl. ayuda de parr. con el título de Ntra. Sra. de la Asuncion: su pobl. se reduce á unos 12 vec.
(Madoz, 1849, p. 55)

En 2022, tenía empadronados 39 habitantes.